# Charles-Louis Guéhéneuc
Charles Louis Joseph Olivier Guéhéneuc, genannt Charles-Louis Guéhéneuc (* 7. Juni 1783 in Valenciennes; † 26. August 1849 in Paris) war ein französischer Général de brigade der Infanterie. 

## Leben und Wirken
Guéhéneuc war ein Sohn des Offiziers François Scholastique de Guéhéneuc (1759–1840); General Jean Lannes wurde am 16. September 1800 durch seine Heirat mit Louise de Guéhéneuc (1782–1840) zu seinem Schwager. 
Schon früh ein begeisterter Anhänger Napoleons, schloss sich Guéhéneuc am 19. August 1803 der Garde nationale an. In den Koalitionskriegen konnte er sich durch Mut und Tapferkeit auszeichnen und wurde auch mehrfach befördert: Caporal (25. September 1803), Sous-lieutenant (25. September 1804) und Colonel (9. Januar 1809). 
Unter Befehl seines Schwagers Jean Lannes kämpfte er in den Napoleonischen Kriegen auf der Iberischen Halbinsel, u. a. in der Schlacht bei Tudela (23. November 1808) wo er auch verwundet wurde. 
Guéhéneuc nahm 1812 am Krieg gegen Russland teil und kämpfte u. a. vor Mogiljow (23. Juli 1812), Kljastizy (28. Juli/1. August 1812) und Borodino (7. September 1812). In der Schlacht bei Tarutino (18. Oktober 1812) wurde Guéhéneuc verletzt, konnte aber bereits nach einigen Wochen in den aktiven Dienst zurückkehren. Er kämpfte an der Beresina (26./28. November 1812) und konnte mit einem Teil seiner Truppen nach Frankreich zurückkehren. 
Mit Wirkung vom 26. Dezember 1812 wurde Guéhéneuc zum Général de brigade befördert und wurde vom Kaiser als Aide-de-camp in seinen Stab aufgenommen. 
Nach der Schlacht bei Paris (30. März 1814) und Napoleons Abdankung (→Abdikation) ließ sich Guéhéneuc in Paris nieder. Ab 1. September 1814 wurde er mit Halbsold in seinem Rang bestätigt. Zwischen 30. Dezember 1818 und 13. Mai 1831 war mit nur wenigen, eher administrativen Aufgaben betraut. 
Als sich nach der Julirevolution von 1830 die Julimonarchie unter König Louis-Philippe I. konstituiert hatte, wurde auch die Armee neu strukturiert. Guéhéneuc wurde am 31. Mai 1831 Stabsoffizier bei General Nicolas-Joseph Maison und führte anlässlich der Morea-Expedition (→Griechische Revolution) die Brigade Française. 
Seinen Vorruhestand verbrachte Guéhéneuc zwischen 26. September 1833 und 8. August 1838 in Paris. König Louis-Philippe I. verlieh Guéhéneuc am 22. November 1836 den Titel Lieutenant-général. Als solcher fungierte er zwischen 8. August 1833 und 8. September 1840 als Militärgouverneur der Provinz Oran (Algerien). Anschließend kehrte er nach Frankreich zurück und übernahm zwischen 16. November 1840 und 17. April 1848 in Bourges die Führung einer Division. 
Als sich 1848 die politische Lage nach der Februarrevolution stabilisiert hatte, wurde er am 17. April desselben Jahres offiziell in den Ruhestand verabschiedet und ließ sich wieder in Paris nieder. General Charles-Louis Guéhéneuc starb am 26. August 1849 im Alter von 66 Jahren in Paris und fand auf dem Cimetière de Montmartre seine letzte Ruhestätte.

## Ehrungen
- 4. Juni 1807 Chevalier der Ehrenlegion
- 29. Juni 1807 Militär-St.-Heinrichs-Orden
- 15. August 1809 Baron de l’Émpire
- 19. Juni 1812 Officier der Ehrenlegion
- 7. März 1815 Chevalier des Ordre royal et militaire de Saint-Louis
- 30. April 1835 Commandeur der Ehrenlegion
- 28. September 1840 Comte[1]
- Sein Name findet sich am westlichen Pfeiler (32. Spalte) des Triumphbogens am Place Charles-de-Gaulle (Paris)